# ユナイテッド・パーセル・サービス
ユナイテッド・パーセル・サービス（英語: United Parcel Service, Inc. UPS）は、アメリカ合衆国の貨物運送会社。フェデックス・エクスプレスやDHLと並ぶ国際貨物航空会社でもあり、世界200か国以上の国と地域で一日あたり1400万個以上の荷物を扱っている。
日本では1990年9月、ヤマト運輸（現ヤマトホールディングス）と合弁会社「ヤマト・ユーピーエス」を設立したが、2004年に合弁を解消し、業務提携に変更となっている。ただし、両社の業務提携関係に基づき、原則として海外から到着したUPSの荷物は通関手続きの終了をもってヤマト運輸に引き渡され、その後は宅急便と同様のルートで配達される（荷物の追跡番号についても通関後にUPS用とは別にヤマト運輸専用のものが発行され、宅急便等に準じた荷物追跡が可能となる）。

## 概要
社員の制服から保有貨物機や運送車輌にまで徹底して配したコーポレートカラーのブラウンと、盾の中にイエローの小文字で「ups」と入れた一目でわかるロゴでアメリカでは有名。情報通信技術の構築には早くから取り組み、毎年100億USドルを超える設備投資を行っている。

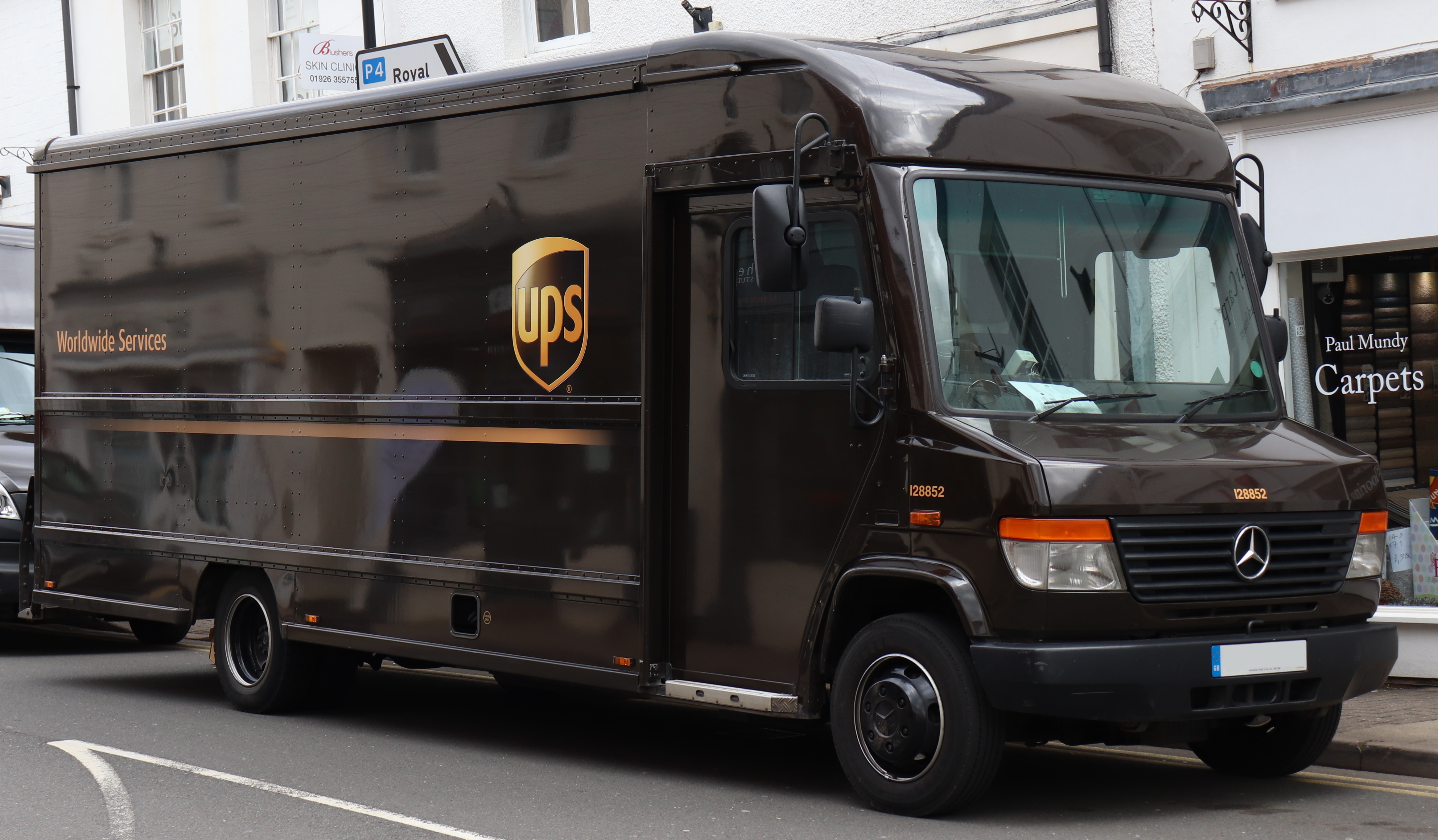
UPSのバン
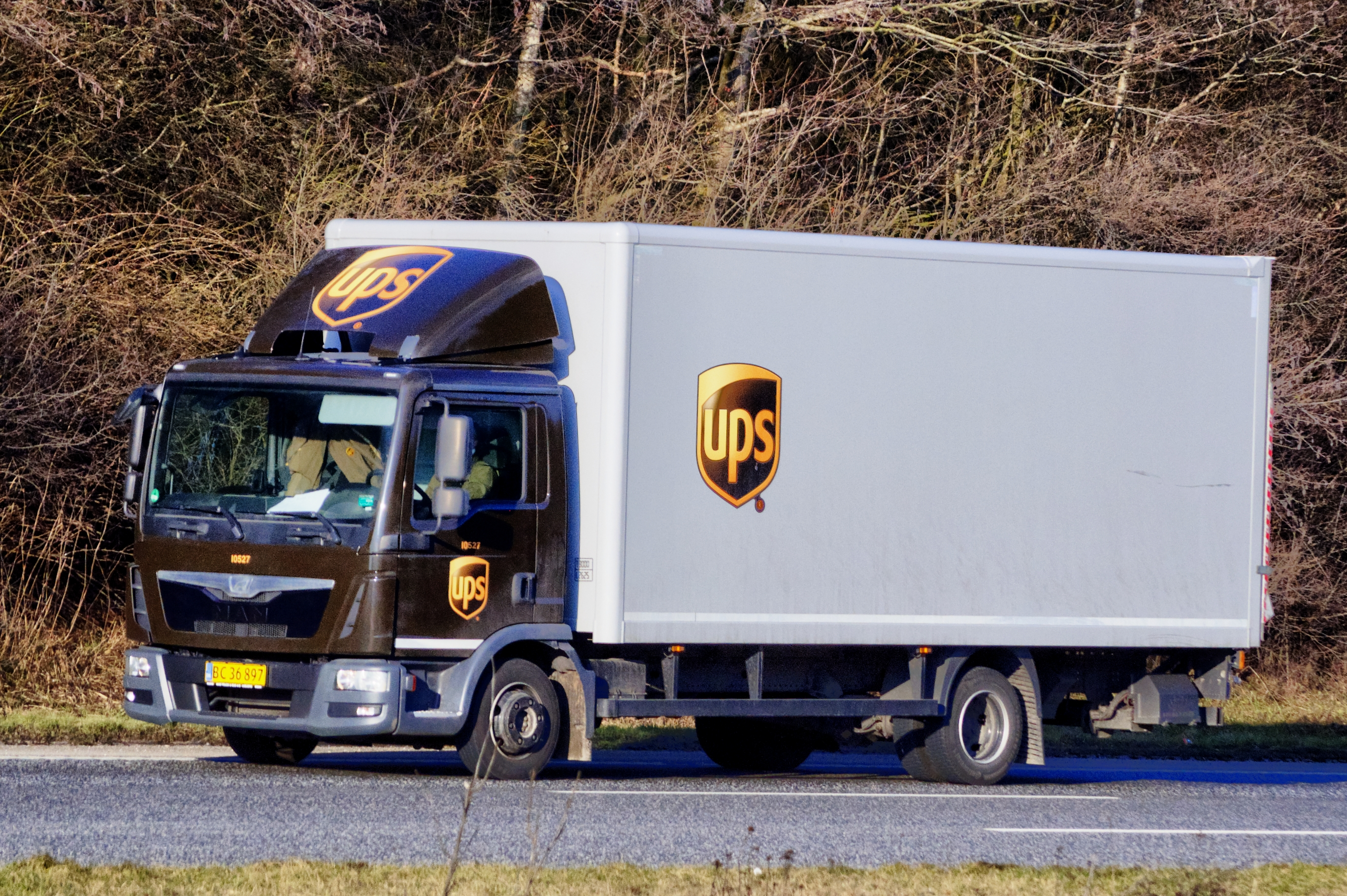
UPSのトラック
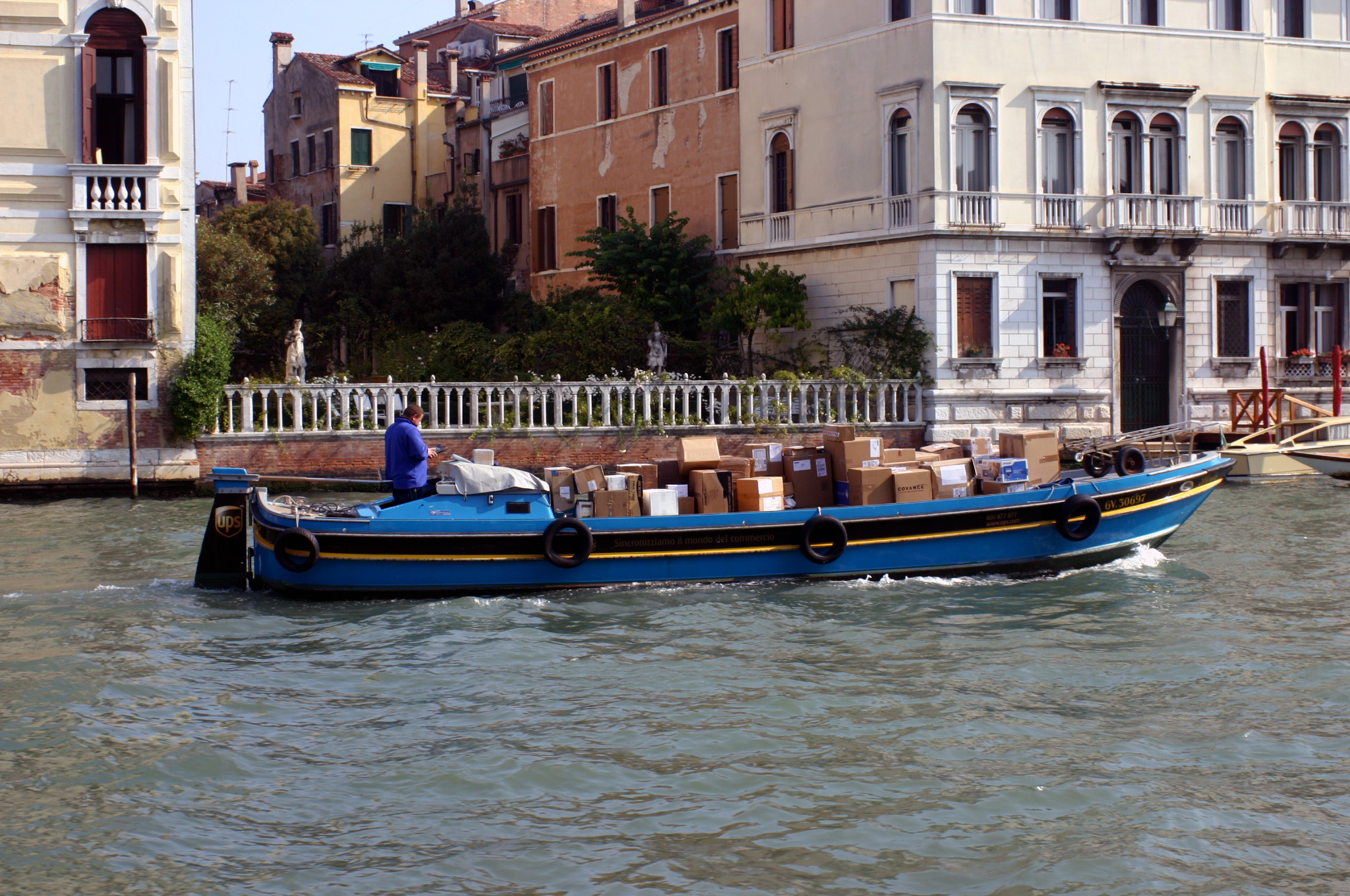
街中を走るUPSのバンやトラック
- UPSの舟

## 略歴
- 1907年 米国ワシントン州シアトルにてジム・ケイシー (Jim Casey) が「アメリカン・メッセンジャー・カンパニー」 (American Messenger Company) 設立
- 1913年 「マーチャンツ・パーセル・デリバリー」(Merchants Parcel Delivery) に改称。
  - フォード・モデルTを配送車として購入、シアトルにおけるUnited States Post Officeの配送業務を受託
- 1919年 ユナイテッド・パーセル・サービスに改称、カリフォルニア州での営業免許を取得
- 1922年 一般輸送サービス（宅配便事業）を開始
- 1929年 空輸事業に参入するが恐慌のため撤退
- 1930年 ニューヨーク市に進出
- 1953年 貨物航空事業「UPSブルーラベルエアサービス」を再開
- 1975年 ハワイ州、アラスカ州を除く全米48州に輸送網を拡大、カナダ・トロントに進出
- 1976年 ドイツ（当時は西ドイツ）に進出
- 1978年 「UPSブルーラベルエアサービス」全米50州に拡大
- 1981年 翌日航空配達サービスに参入すべく、最初の航空機を購入
- 1982年 ケンタッキー州ルイビル国際空港の「エアハブ」（貨物中継拠点）が操業開始
- 1985年 米国とヨーロッパ6か国間での航空貨物輸送を開始
- 1986年 シンガポールにアジア太平洋地区本部を設置
- 1988年、FAA（アメリカ連邦航空局）から自社保有の航空機の運航を認められる
- 1990年 アジアへの定期便就航。ヤマト運輸と業務提携、合弁企業「UPSヤマトエクスプレス」設立
- 1992年 荷物追跡システム稼働
- 1994年 webサイト開設
- 1999年 ニューヨーク証券取引所に上場
- 2001年 中華人民共和国への直行便を就航
- 2002年 フィリピンのアジア地区ハブが稼働
- 2004年 ヤマト運輸との合弁を解消（提携は継続）

## 航空部門

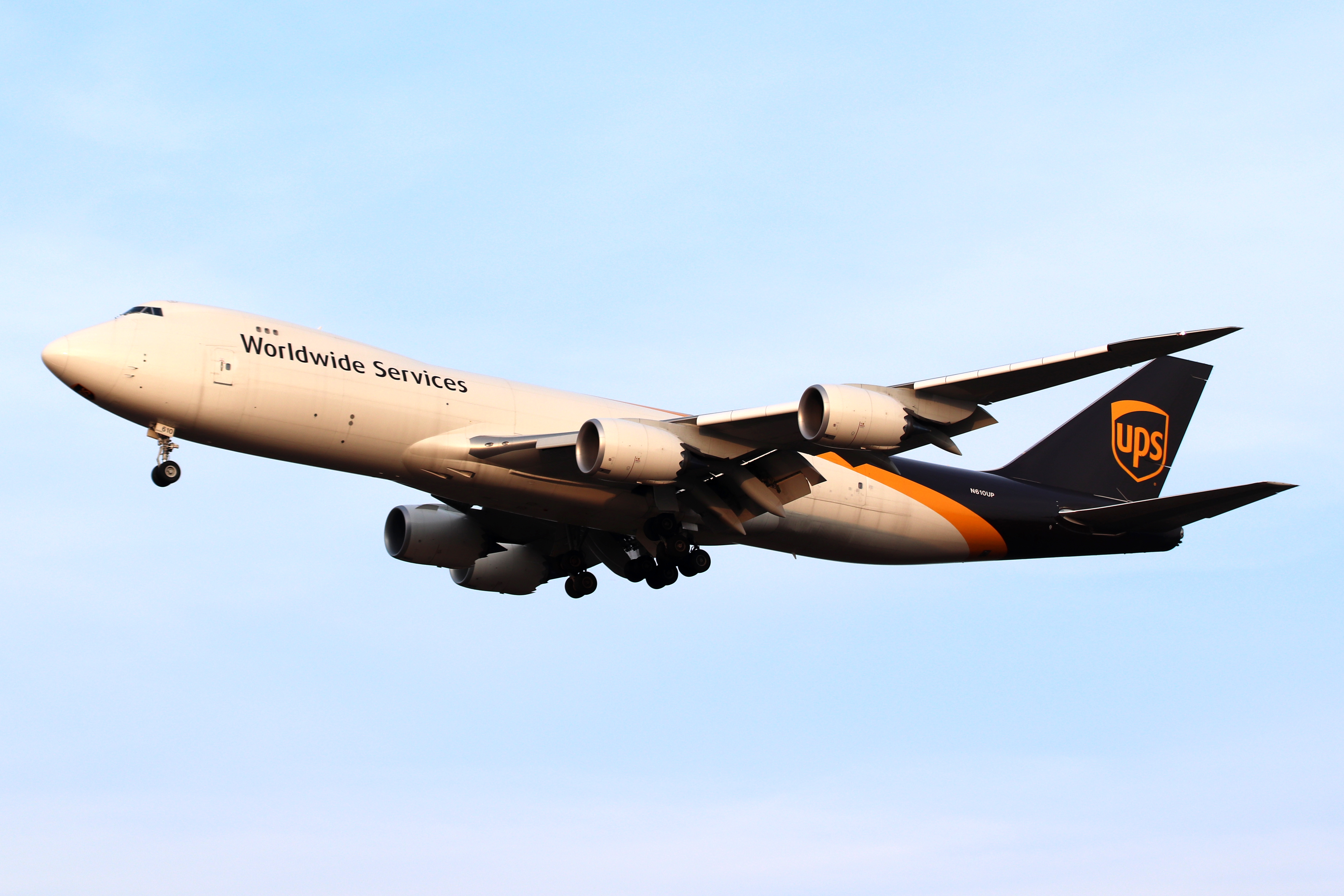
UPS航空のボーイング747-8F

同社は、航空便による貨物輸送を専門に行う部門を設けるため、子会社として「UPS航空」を設立させた。現在、世界で3番目に規模の大きい貨物航空会社となっている。なお、このUPS航空のことを「ユナイテッド ・パーセル・サービス」と呼称する場合もある。